# 극성화와 반환
가환대수학에서 극성화(極性化, 영어: polarization)는 동차 다항식에 변수를 추가하여 다중 선형 다항식으로 변환시키는 연산이다. 반환(返還, 영어: restitution)은 극성화의 반대 연산이며, 다중 선형 다항식을 동차 다항식으로 변환시킨다.

## 정의
{\displaystyle p}가 {\displaystyle n}개의 변수에 대한 {\displaystyle d}차 동차 다항식이고, {\displaystyle R}는 계승 {\displaystyle n!}이 가역원인 가환환이라고 하자. 그렇다면 {\displaystyle p}를 {\displaystyle R[x_{1},\dots ,x_{n}]}의 원소로 여길 수 있다. {\displaystyle p}의 극성화
{\displaystyle {\mathcal {P}}p\in R[x_{1,1},x_{1,2},\dots ,x_{i,j},x_{i,j+1},\dots ,x_{n,d}]}
는 다음과 같다.
{\displaystyle {\mathcal {P}}p(\dots ,x_{i,j},\dots )={\frac {1}{d!}}{\frac {\partial }{\partial t_{1}}}\cdots {\frac {\partial }{\partial t_{d}}}f\left(\dots ,\sum _{j=1}^{d}t_{j}x_{i,j},\dots \right)}
극성화의 반대 연산은 반환이다. {\displaystyle nd}개의 변수를 갖는 다항식
{\displaystyle P\in R[x_{1,1},x_{1,2},\dots ,x_{i,j},\dots ,x_{n,d}}
의 반환 {\displaystyle {\mathcal {R}}P}는 다음과 같다.
{\displaystyle {\mathcal {R}}P\in R[x_{1},\dots ,x_{n}]}
{\displaystyle {\mathcal {R}}P(x_{1},\dots ,x_{n})=P(\overbrace {x_{1},\dots ,x_{1}} ^{d},\cdots ,\overbrace {x_{i},\dots ,x_{i}} ^{d},\cdots ,\overbrace {x_{n},\dots ,x_{n}} ^{d})}

## 성질
{\displaystyle (x_{1,j},\dots ,x_{n,j})=\mathbf {x} _{j}}라고 쓰자. 그렇다면, 각 {\displaystyle j}에 대하여 {\displaystyle {\mathcal {P}}p}는 {\displaystyle \mathbf {x} _{j}}에 대한 선형 함수이다. 또한, {\displaystyle {\mathcal {P}}p}는 대칭군 {\displaystyle \operatorname {Sym} (d)}의 작용 ({\displaystyle \mathbf {x} _{1},\dots ,\mathbf {x} _{d}}의 순열)에 대하여 불변이다.
{\displaystyle K}가 표수가 0인 체라고 하고, {\displaystyle V}가 {\displaystyle n}차원 {\displaystyle K}-벡터 공간이라고 하자. 그렇다면 다항식환 {\displaystyle K[V]}은 차수에 따라 등급환이 된다.
{\displaystyle K[V]=\bigoplus _{i=0}^{\infty }K[V]_{i}}
이 경우, 극성화는 표준적 동형사상
{\displaystyle {\mathcal {P}}\colon K[V]_{i}\to \operatorname {Sym} ^{n}(V^{*})}
을 정의한다. 또한, 극성화는 {\displaystyle R[V]}의 {\displaystyle K}-대수 구조와 호환되므로, {\displaystyle K}-등급대수로서 다음과 같은 동형사상이 존재한다.
{\displaystyle {\mathcal {P}}\colon K[V]\to \operatorname {Sym} (V^{*})}

## 예
1변수 단항식 {\displaystyle ax^{d}}에 대하여, 극성화는 항등 함수이다. 마찬가지로, 선형 함수 ({\displaystyle d=1})에 대하여, 극성화는 항등 함수이다.
2변수 이차 형식
{\displaystyle p(x,y)=ax^{2}+2bxy+cy^{2}}
의 극성화는 다음과 같다.
{\displaystyle {\mathcal {P}}p(x_{1},y_{1},x_{2},y_{2})=ax_{1}x_{2}+b(x_{1}y_{2}+y_{1}x_{2})+cy_{1}y_{2}}
2변수 3차 동차 다항식
{\displaystyle p(x,y)=ax^{3}+3bx^{2}y+3cxy^{2}+dy^{3}}
의 극성화는 다음과 같다.
{\displaystyle {\mathcal {P}}p(x_{1},x_{2},x_{3},y_{1},y_{2},y_{3})=ax_{1}x_{2}x_{3}+b(y_{1}x_{2}x_{3}+x_{1}y_{2}x_{3}+x_{1}x_{2}y_{3})+c(x_{1}y_{2}y_{3}+y_{1}x_{2}y_{3}+y_{1}y_{2}x_{3})+dy_{1}y_{2}y_{3}}

## 응용
극성화와 반환은 대수기하학, 특히 불변량 이론에서 쓰인다.

## 참고 문헌
- Dolgachev, Igor V. (2003). 《Lectures on invariant theory》. London Mathematical Society Lecture Note Series (영어) 296. Cambridge University Press. doi:10.1017/CBO9780511615436. ISBN 978-052152548-0. Zbl 1023.13006.